# Туркестанская область (Российская империя)
Туркеста́нская о́бласть — административно-территориальная единица в Российской империи, в Средней Азии, входившая в состав Оренбургского генерал-губернаторства. Создана в 1865 году. Административный центр — Ташкент. В 1867 году упразднена, её территория вошла в состав Туркестанского генерал-губернаторства.

## История
Туркестанская область была образована указом императора Александра II от 12 (24) февраля 1865 года путём соединения Сырдарьинской и Новококандской линий. В состав области вошли завоеванные части Кокандского ханства. Входила в состав Оренбургского генерал-губернаторства. Управление области находилось под контролем военного министерства, регламентировалось «Временным положением об управлении Туркестанской области» от 6 (18) августа 1865 года. Делилась на Центр, Левый фланг, Правый фланг, имевшие своё гражданское и военное управление. Возглавлялась военным губернатором. В Туркестанской области впервые в Средней Азии введено военно-народное управление. Местными жителями Центра и Флангов руководили управляющие, первичную (низшую) администрацию осуществляли должностные лица из местных уроженцев. В Туркестанской области сохранился народный суд по шариату у оседлого населения, по адату — у кочевого. Шариатский суд был подвергнут некоторым ограничениям.
Её первым военным губернатором (1865—1866) был назначен генерал-майор Черняев. С отрядом в 1800 человек и 12 орудий он выступил под Ташкент и 9 мая разбил под его стенами кокандские силы. Жители Ташкента отдались под власть бухарского эмира, выславшего туда свои войска. Решив упредить бухарцев, Черняев поспешил штурмом и на рассвете 15 июня овладел Ташкентом стремительной атакой. Занятие Ташкента окончательно упрочило положение России в Средней Азии.
В 1866 году к Туркестанской области были присоединены только что занятые русскими войсками Ташкент, Ходжент, Зачирчикский край (междуречье Чирчика и Ахангарана).
В 1866 году военным губернатором назначен генерал-майор Дмитрий Ильич Романовский.
Вопрос о дальнейшем устройстве края обсуждался в «Особом комитете», который разработал проект учреждения двух областей и составления из них особого генерал губернаторства (11 апреля 1867 года проект утвержден императором Александром II). В соответствии с ним новые области предположено назвать Ташкентскою и Алматинскою, с областными центрами в городе Ташкенте и укреплении Верном, с переименованием последнего в город Алматинск. Для резиденции генерал-губернатора предполагалось основать в окрестностях Аулие-Ата новый город – Александроград. Но затем решение было пересмотрено — признано более удобным западную область назвать Сыр-Дарьинскою, а восточную Семиреченскою, от возведения нового города отказаться, предоставив генерал губернатору самому избрать место для своей резиденции. 
Именным указом Александра II сенату от 11 (23) июля 1867 года предписывалось «Учредить ныне же Туркестанское генерал-губернаторство из Туркестанской области, Ташкентского района, земель, занятых в 1866 году за Сыр-Дарьею, и части Семипалатинской области, лежащей к югу от Тарбагатайского хребта.» По этому указу Туркестанская область была упразднена, её территория вошла в Туркестанское генерал-губернаторство.